# Sorisole
Sorisole – miejscowość i gmina we Włoszech, w regionie Lombardia, w prowincji Bergamo.
Według danych na styczeń 2009 gminę zamieszkiwało 9050 osób przy gęstości zaludnienia 734,6 os./1 km².